# Luke Fisher
Luke Fisher (* 19. März 1982) ist ein ehemaliger englischer Snookerspieler aus Nottinghamshire, der zwischen 2001 und 2004 Profispieler war. Als Amateur gewann er die U21-Amateurweltmeisterschaft 2000 und die English Amateur Championship 2000 und wurde im selben Jahr Amateur-Vizeweltmeister.

## Karriere
1999 qualifizierte sich Fisher beinahe für das Endspiel um die English Amateur Championship, verlor aber im entscheidenden Qualifikationsspiel gegen David Lilley. Nur ein Jahr später wurde er britischer U21-Meister. Fast schon unverzüglich setzte er seinen Siegeszug in dieser Altersklasse fort und gewann auch noch die U21-Amateurweltmeisterschaft. Anschließend erreichte er sogar noch das Finale der Amateurweltmeisterschaft, musste sich dann aber Stephen Maguire geschlagen geben. Als Trostpflaster folgte Anfang 2001 der Sieg bei der English Amateur Championship. 2001 verpasste er durch eine Halbfinalniederlage außerdem seine Titelverteidigung bei der U21-Weltmeisterschaft. Im selben Jahr nahm Fisher am Snooker-Wettbewerb der World Games teil, verlor aber bereits sein Auftaktspiel.
Nebenher nahm Fisher seit 1999 an der UK Tour teil, die später unter dem Namen Challenge Tour firmierte. Auf der Challenge Tour 2000/01 erzielte der Engländer mehrfach sehr gute Ergebnisse. Vor diesem und dem Hintergrund seiner Amateurerfolge wurde er zur Saison 2001/02 Profispieler. Recht passable Ergebnisse, allen voran eine Hauptrundenteilnahme bei der UK Championship 2001, führten Fisher nach nur einer Saison auf Platz 94 der Weltrangliste. Nachdem er in der folgenden Saison sein Niveau im Ansatz halten konnte, verbesserte er sich sogar noch auf Platz 90. In der Saison 2003/04 konnte er jedoch kaum mehr Spiele gewinnen. Abgestürzt auf Platz 112, verlor er danach seinen Profistatus und beendete gleichzeitig seine Karriere.

## Erfolge
| Ausgang         | Jahr | Turnier                              | Finalgegner     | Ergebnis |
| --------------- | ---- | ------------------------------------ | --------------- | -------- |
| Amateurturniere |      |                                      |                 |          |
| Zweiter         | 1999 | English Amateur Championship – North | David Lilley    | 0:4      |
| Sieger          | 2000 | Englische U21-Meisterschaft          | Andy Lee        | 6:2      |
| Sieger          | 2000 | IBSF U21-Snookerweltmeisterschaft    | Steven Bennie   | 11:5     |
| Zweiter         | 2000 | IBSF-Snookerweltmeisterschaft        | Stephen Maguire | 5:11     |
| Zweiter         | 2000 | Challenge Tour 2000/01 – Event 2     | Andrew Norman   | 3:6      |
| Sieger          | 2001 | English Amateur Championship – North | Ricky Walden    | 5:1      |
| Sieger          | 2001 | English Amateur Championship         | Sunit Vaswani   | 8:4      |